# 17240 Gletorrence
17240 Gletorrence este un asteroid din centura principală de asteroizi.

## Descriere
17240 Gletorrence este un asteroid din centura principală de asteroizi. A fost descoperit pe 9 martie 2000 la Socorro, New Mexico, în cadrul proiectului LINEAR. Asteroidul prezintă o orbită caracterizată de o semiaxă mare de 2,29 ua, o excentricitate de 0,08 și o înclinație de 2,3° în raport cu ecliptica.